# Storströmmen
Storströmmen är ett sund i Finland. Det ligger i landskapet Egentliga Finland, i den sydvästra delen av landet, 180 km väster om huvudstaden Helsingfors.
Storströmmen ligger mellan Kyrklandet i Korpo i väster och Storlandet i Nagu i öster. Från Pärnäs går en vägfärja över Storströmmen som en del av Regionalväg 180 och Skärgårdens ringväg. En farled går genom sundet från Barskärsfjärden i söder till Skjåldholms- och Ominaisfjärden i norr.